# Andrea Blas
Andrea Blas Martínez (Saragossa, 14 de febrer de 1992) és una jugadora espanyola de waterpolo.
És una waterpolista de l'EW Zaragoza i internacional absoluta amb la selecció espanyola, amb la qual s'ha proclamat subcampiona olímpica en els Jocs Olímpics de Londres 2012 i 2 d'agost de 2013 va aconseguir la medalla d'or en els campionats del Món de Natació de Barcelona 2013.
Amb la selecció sub-20, es va proclamar campiona del món en el Campionat del món Júnior de 2011.

## Palmarès esportiu
Selecció espanyola
- Medalla d'or en els Campionats del Món de Natació de Barcelona 2013
- Medalla de plata en els Jocs Olímpics de Londres 2012
- Campiona del Torneig Preolímpic de Trieste (2012)
- 5a en els Campionats d'Europa Eindhoven (2012)
- Campiona del Mundial Júnior en Trieste (2011)
- Bronze en l'Europeu Juvenil de Grècia (2007)

## Reconeixements i distincions
- El Reial Saragossa va homenatjar a Andrea Blas, ja que ella va ser l'encarregada de realitzar el servei d'honor a La Romareda en una trobada contra el Màlaga.[1]
- L'equip de futbol femení Prainsa de Saragossa també la va homenatjar en encarregar-li el servei.[2]
- Medalla de Bronze de la Real Ordre del Mèrit Esportiu, atorgada pel Consell Superior d'Esports (2013)
- Medalla de Plata de la Real Ordre del Mèrit Esportiu, atorgada pel Consell Superior d'Esports (2014)